# La fe del volcán
La fe del volcán és una pel·lícula de l'Argentina filmada en colors dirigida per Ana Poliak sobre el seu propi guió escrit en col·laboració amb Willi Behnisch que es va estrenar el 31 d'octubre de 2002 i que va tenir com a actors principals a Mónica Donay i Jorge Prado.

## Gestació del film
Quan la directora era jove va començar a escriure sobre la seva crisi personal prenent-se ella mateixa en la seva adolescència com a personatge principal i així va arribar amb Willi Behmisch a un guió sense una història, simplement sobre les relacions, sobre el dolor personal i del món. En 1996 va obtenir un premi de la Fundació Bals a Rotterdam. Amb aquests 25.000 dòlars i el suport de l'Institut Nacional de Cinema que va aconseguir després de dos anys de tràmits es va replantejar la situació i va pensar a rebutjar les aportacions tement quedar limitada per ells. Havia de prendre una decisió que la desvetllava i que va sintetitzar en una frase: Saltar des de dalt cap a fora o cap a dintre? Finalment, amb el suport de Behmisch, va resoldre començar a buscar la imatge d'aquest sentiment començant per una que la mostrava al costat de la finestra d'un edifici elevat.

## Estructura del film
La pel·lícula té un petit pròleg completament independent referit a tres episodis viscuts per la directora: una visita a la casa -buida i en reparació- on va créixer, un intent de suïcidi de la seva adolescència, i la història d'una mentora de la infància que va ser desapareguda per la dictadura; aquesta primera part culmina amb una placa amb el dilema que dona impuls a la pel·lícula, Cap a quin costat saltar?Immediatament després es desenvolupa la ficció d'Ani i Danilo.

## Sinopsi
Ani, una aprenenta de perruquera que perd el seu treball es troba amb Danilo, un home en la quarantena afilador de tisores als carrers.

## Repartiment
Van participar del film els següents intèrprets:
- Mónica Donay …Ani
- Jorge Prado…Danilo
- Ana Poliak…Ella mateixa
- Alejandra Álvarez
- Luis Morazzoni

## Comentaris
Horacio Bernades va escriure sobre el film a Página/12:
| « | ” Portant al límit una gramàtica visual que no li deu res al que les convencions, fixen com a “narració cinematogràfica”, i el resultat és una d'aquestes pel·lícules que semblen resistir tot facilismo, convidant a l'espectador a deixar-se arrossegar per un encadenament de ritmes, temps cinematogràfics i brots de sentit. Més que tancar-se sobre si mateix, aquest laberint de sentits sempre tendeix a obrir-se, com en un trencaclosques que tal vegada és el d'un país sencer. | » |

Fernando López va dir a La Nación:
| « | ”… és una obra incòmoda…perquè es despreocupa de l'obligació d'entretenir i perquè només descobrirà els seus rics suggeriments a qui estigui disposat a entaular amb ella un diàleg honest i franc, a reconèixer en si mateix els sentiments -pena, desànim, desconcert, ràbia, incertesa, precària esperança- que l'autora transmet per mitjà dels seus personatges….Sense recórrer al simbolisme fàcil, evitant en la mesura del possible la sentència i el discurs i seleccionant amb intel·ligència i sensibilitat els trossets que potser serveixen per armar la metàfora sobre una societat que ha anat desentenent-se de la seva disgregació escudada en la indiferència o el cinisme, Poliak construeix una obra exigent, arriscada en la seva concepció i visiblement sincera en el seu compromís. Però encara que el retrat estigui lluny de ser indulgent, no exclou l'esperança.” | » |

## Nominacions
Al Festival de Cinema de Bogotà 2001 la pel·lícula va estar nominada al Premi Cercle Precolombí d'Or a la Millor Pel·lícula i al Festival de Cinema de Torí 2004 va ser seleccionada com a candidata al Premi de la Ciutat de Torí a la Millor Pel·lícula.